# Aeropuerto Internacional de Tallahassee
Aeropuerto Internacional de Tallahassee (del inglés: Tallahassee International Airport) (IATA: TLH, OACI: KTLH, FAA LID: TLH), es un aeropuerto ubicado a 5 millas del suroeste del centro de Tallahassee, en el Condado de Leon, Florida. Sirve a la capital estatal de Florida, y sus áreas circundantes; y es uno de los aeropuertos más importantes en el norte de Florida, siendo los otros el Aeropuerto Internacional de Pensacola, el Aeropuerto Internacional Northwest Florida Beaches y Aeropuerto Internacional de Jacksonville.

## Historia
El aeropuerto empezó como el Aeropuerto Municipal de Tallahassee con una ceremonia realizada el 23 de abril de 1961. La bandera de los Estados Unidos fue presentada a la Ciudad de Tallahassee por el Capitán Eddie Rickenbacker, piloto de la Primera Guerra Mundial y el CEO de Eastern Airlines. Una demostración aérea fue realizada por el Ejército de los EE. UU. de Fort Rucker, Alabama. Este aeropuerto reemplazó el primer aeropuerto de la ciudad, el Dale Mabry Field, el cual fue cerrado ese año.
Eastern Airlines abrió el aeropuerto transportando funcionarios de la ciudad, el estado y la cámara de comercio. A bordo del vuelo estaban el alcalde de Tallahassee Joe Cordell, el contralor estatal Ray Green, los comisarios de la ciudad de Tallahassee Davis Atkinson, George Taff, Hugh Williams, el administrador de la ciudad de Tallahassee Arvah Hopkins, el secretario y auditor de la ciudad de Tallahassee George White, el gerente del aeropuerto Flagg Chittenden y Ernest Menéndez y Frank Deller, James Calhoun, John Ward y Jeff Lewis, todos de la Cámara de Comercio del Condado de Tallahassee-Leon..
Desde la apertura del aeropuerto hasta principios de la década de 1980, la pista principal del aeropuerto fue la Pista 18/36, una pista de aterrizaje de 6.076 pies con un enfoque ILS que permite todo tipo de clima. La pista 9/27 tenía 4.000 pies de largo y soportaba operaciones de aviación general. En la década de 1970, el aeropuerto había programado vuelos en Eastern Airlines, Delta Air Lines, National Airlines y Southern Airways, principalmente en Boeing 727, Boeing 737 y McDonnell Douglas DC-9.
En la década de 1980, la terminal se estaba volviendo obsoleta, y la pista de 6.100 pies era demasiado corta para que el Boeing 757 y el Boeing 767 entraran en servicio. La pista 9/27 se convirtió en una calle de rodaje y una nueva Pista 9/27, de 8,003 pies de largo con ILS, se construyó justo al sur. Se construyó una nueva terminal de pasajeros justo al norte de la nueva pista. El 3 de diciembre de 1989, la ciudad abrió la terminal de $ 33 millones, y el 20 de febrero de 2000, la terminal pasó a llamarse Terminal Ivan Munroe en honor al pionero de la aviación de Tallahassee Ivan Munroe. Munroe fue el primer hombre en Tallahassee en poseer un avión.
El 20 de julio de 2002, un Boeing 727 de FedEx se estrelló a menos de media milla de la Pista 9 cuando intentaba aterrizar. La Junta Nacional de Seguridad en el Transporte determinó que la falla se debió a una combinación de fatiga del piloto y error del piloto.
El 26 de junio de 2015, el Aeropuerto Regional de Tallahassee pasó a llamarse Aeropuerto Internacional de Tallahassee. El 29 de junio de 2015, la ciudad de Tallahassee y la FAA anunciaron el cambio de nombre, aunque esto no significa que los vuelos internacionales de pasajeros hayan llegado a la ciudad. El cambio permite que los vuelos internacionales de carga y aviación general lleguen directamente a Tallahassee, que es el líder en el manejo de carga en el área de Panhandle de Florida. Tallahassee maneja 9.5 millones de libras de carga al año, más que la ciudad siguiente, Pensacola, que maneja alrededor de 6.8 millones de libras.

## Instalaciones
El aeropuerto cubre 2490 acres (1010 hectáreas) a una altitud de 81 pies (25 m). Tiene dos pistas: la 9/27 es de 8003 por 150 pies (2439 por 46 m) y la 18/36 es de 7000 por 150 pies (2134 por 46 m). Las operaciones de helicóptero generalmente se limitan al área de la pista 18/36, o a los accesos directos al área de la rampa Million Air FBO.
En el año que finalizó el 31 de mayo de 2007, el aeropuerto tenía 100,420 operaciones de aeronaves, un promedio de 275 por día: 51% aviación general, 29% a taxis aéreos, 15% militares y 4% aerolíneas. 136 aeronaves estaban peroctan en este aeropuerto: 76% monomotor, 14% multimotor, 2% propulsor y 7% helicóptero.
La terminal tiene dos salas, A y B. Delta Air Lines utiliza las Puertas B1 y B3, American Airlines usa las Puertas A1, A3 y A5. Silver Airways utiliza la puerta A4.

## Aerolíneas y destinos

### Pasajeros
| Aerolíneas        | Destinos                                                 |
| ----------------- | -------------------------------------------------------- |
| American Airlines | Charlotte, Dallas/Fort Worth, Miami, Washington–National |
| Delta Air Lines   | Atlanta                                                  |
| Delta Connection  | Atlanta                                                  |

### Carga
| Aerolíneas                 | Destinos         |
| -------------------------- | ---------------- |
| FedEx Express              | Memphis          |
| FedEx Feeder               | Memphis, Orlando |
| Quest Diagnostics Aviation | Tampa            |

## Aeropuertos cercanos
Los aeropuertos más cercanos son:
- Aeropuerto Regional de Valdosta (111km)
- Aeropuerto Regional del Suroeste de Georgia (126km)
- Aeropuerto Internacional de Panama City-Condado de Bay (129km)
- Aeropuerto de Northwest Florida Beaches International (139km)
- Aeropuerto Regional de Dothan (146km)